# Hans Möller
Hans Axel Algot Möller, född 28 oktober 1920 i Sala, död 14 juli 2003 i Heby, var en svensk författare vars debutroman Så ung och så fördärvad blev uppmärksammad när den kom ut 1979. Boken följdes av två till i samma serie, Mördarskolan och Bona grabben! och skildrar en ung mans färd genom anstalter och ungdomsvårdskolor mot allt grövre kriminalitet.
Sedan det sista tegelbruket i Heby lagts ner, samlade Möller kunskaper och minnen från denna verksamhet i två böcker. Han tog även initiativet till Heby tegelbruksmuseum.